# 山本喜誉司
山本 喜誉司（やまもと きよし、1892年9月17日 - 1963年7月31日）は、日系ブラジル人社会で活躍した農業家。戦後混乱期のブラジル日系人社会/日系コロニアをまとめた人物。コロニア天皇とまで云われた実力者でブラジル日系人社会で知らない人はいない。コーヒー栽培の害虫駆除に有効なウガンダ蜂の研究で、母校東京大学から農学博士を授与をうけている。
芥川龍之介の妻文の母方の叔父で、芥川とは旧制東京府立第三中学校時代の親友であった。

## 人物概要
東京生まれ。1905年、東京府立第三中学校に入学。1910年、旧制第一高等学校に不合格となり慶應義塾大学部理財科予科に進学したが、翌年再受験して二部乙類に合格する。その後東京帝国大学農学部に進学し、原煕に師事。講座のメンバーは同期に太田謙吉、坂田静夫、丹羽鼎三、野間守人、森一雄、阿部貞著らがいた。1917年卒業。三菱合資会社に入社。社長岩崎久弥から海外での農場経営の任務を与えられ、中国北京に滞在。綿花事業に携わる。
1926年9月17日、コーヒー栽培事業のため、「もんてびでお丸」によってブラジルに派遣される。サンパウロ郊外のカンピナスの丘陵に岩崎彌太郎の号「東山」を冠した東山農場を開設。
翌年、三菱資本で合資会社「カーザ東山」を設立。コーヒーを取り扱うが、その他の産物や加工などにも事業を行い、多角経営化を図っている。1940年東山事業の総支配人に昇任。第二次世界大戦中と戦後では強いリーダーシップで「勝ち組」と「負け組」の抗争終結と日系人の権利回復に奔走。大戦中、東山農場は敵国資産として一時期ブラジル政府に接収されたが、初代農場長だった山本のコーヒー害虫駆除、ユーカリ植林等の功績が評価され、戦後比較的早い時期に返還された。
1954年サンパウロ市建設400年祭において日系コロニアが日本館を建設してサンパウロ市に寄贈する。1955年にはサンパウロ日本文化協会を創立。初代会長に就任。3年後の日本移民50周年祭をコロニアの総意で実現させる。
1958年、ブラジル連邦政府により南十字星勲章を授与され、また日本国政府より勲四等旭日章を授与される。
1963年、71歳のとき肺がんで死去した。翌年、日本国政府より、勲三等旭日章を追叙される。
山本の没後、彼を記念して山本喜誉司賞が設立されている。

## 著作
- 南米大陸の自然とブラジル農業（『熱帯農業』 4(4), 1961年3月号）
- 期待されるブラジル農業移民の実情（『農耕と園芸』 8(8), 1953年7月号）
- ブラジル移民の実相（『小説公園』1953年11月号）